# Pilzkopf

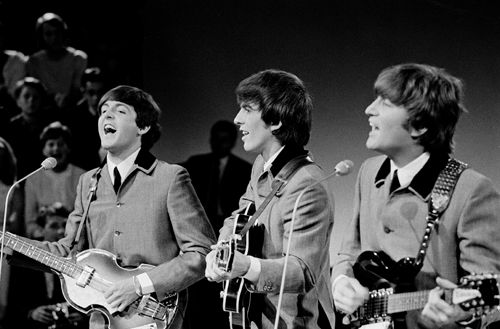
Paul McCartney, George Harrison und John Lennon mit Pilzkopffrisur, 1964

Als Pilzkopf wurde die Frisur bezeichnet, die die Mitglieder der Rockgruppe The Beatles in den frühen 1960er Jahren trugen. Analog dazu bezeichnete man die Beatles im deutschsprachigen Raum auch als die „Pilzköpfe“. Im englischsprachigen Raum sprach man von „mop-top“ oder „moptop“, wegen der Ähnlichkeit zu einem Wischmopp.
Als Schöpferin der prägnanten Beatles-Frisur galt bislang die Hamburger Fotografin Astrid Kirchherr, da sie ihrem damaligen Freund, dem ersten Beatles-Bassisten Stuart Sutcliffe die Haare in dieser Art schnitt. Das eigentliche Vorbild war aber ihr Bekannter, der Fotograf Jürgen Vollmer. Vollmer schnitt Paul McCartney und John Lennon die Haare im Oktober 1961 in seinem Hotelzimmer in Paris, als Lennon und McCartney ihn dort besuchten. Er selbst hatte sich diese Frisur geschnitten, lange bevor ihn Astrid Kirchherr und Klaus Voormann kennenlernten. Zum Wegbereiter für den Moptop-Trend wurde unter anderem die mit einer Pilzkopf-Perücke fotografierte Schauspielerin Janet Leigh. In den 2000er Jahren machte Vollmer von sich auf den Umstand aufmerksam, dass er das eigentliche Vorbild bzw. der Erfinder der Frisur im Zusammenhang mit den Beatles sei. Es entstanden Artikel im deutschen Rolling Stone, Spiegel Online oder dem Hamburger Abendblatt und er wurde für Fernsehsendungen interviewt.
Paul McCartney schrieb 2020: „Da immer mehr männliche Teenager ihre Haare so trugen, wurde der ‚Pilzkopf‘ zum Trend. Stirnfransen oder ein ‚Pony‘ durften vorher nicht mal annähernd bis an die Augenbrauen reichen. All das änderte sich. Man konnte sogar Beatles-Perücken kaufen.“
Zur Entstehung sagte Vollmer in seinen Interviews, dass er eines Tages nach dem Schwimmen seine in die Stirn fallenden Haare nicht wie üblich zurückgekämmt hätte, sondern sie einfach so trocknen ließ und fortan bei dieser Frisur blieb. Dies war sein persönliches Rebellentum gegen das Spießertum und er ließ sich auch durch die Anfeindungen der Lehrer davon nicht beirren.
Paul McCartney und John Lennon bestätigten in Interviews, dass Vollmer das Vorbild und der Ausführende für ihren Haarschnitt war.

“[…] to get back to the haircut. I should know! We saw a guy in Hamburg, whose hair we liked. John and I were hitchhiking to Paris. We asked him to cut our hair like he did his. He was living in Paris. He was sort of an artsy guy, a photographer friend of everyone. His name was Jürgen.”

„[…] um auf den Haarschnitt zurückzukommen. Ich muss es wissen! Wir haben einen Typen in Hamburg gesehen, dessen Haar wir mochten. John und ich fuhren per Anhalter nach Paris. Wir haben ihn gebeten, uns die Haare so zu schneiden, wie er es bei sich getan hatte. Er lebte damals in Paris. Er war so eine Art Künstlertyp, ein Fotografenfreund von jedem. Sein Name war Jürgen.“

“He had his hair Mod-style. We said, ‘Would you do our hair like yours?’”

„Er hatte sein Haar im Mod-Stil. Wir haben gesagt: ‚Würdest du unsere Haare so wie deine frisieren?‘“

“Jürgen had a flattened-down hairstyle with a fringe in the front, which we rather took to. We went over to his place and there and then he cut – hacked would be a better word – our hair into the same style.”

„Jürgen hatte einen abgeflachten Haarstil mit Pony vorne, was uns ziemlich gut gefiel. Wir kamen ’rüber zu ihm und sofort schnitt er – hackte wäre ein besseres Wort – unsere Haare im selben Stil.“

Auch andere Gruppen wie The Monkees schlossen sich dem Pilzkopf-Trend an.